# 星際火狐系列
星際火狐系列（又译作）是由任天堂情报开发本部、Rare和南梦宫等工作室共同开发，由任天堂发行的清版射击游戏系列。该系列的首部作品诞生于1993年，至今共有五款原创作品及一款移植作品。

## 系列遊戲

### 星際火狐
系列首作《星際火狐》，于1993年由任天堂情报开发本部和Argonaut Software合作开发。该游戏采用了Super FX芯片，模拟出在二维游戏界面中的三维图形。
在《星际火狐》中，玩家操控着火狐·麦克劳德（Fox McCloud）及其队友史利比·陶德（Slippy Toad）、派比·海尔（Peppy Hare）和法尔科·隆巴迪（Falco Lombardi），对抗科学家安德罗斯（Andross），并保卫整个莱拉特（Lylat）星系。在Wii游戏《舞动瓦利欧制造》中，游戏中的一些Boss战被制作成迷你游戏，玩家需要使用Wii遥控器来驾驶飞船。

### 星際火狐64
《星際火狐64》于1997年发布于任天堂64主机上，这是一款完全使用了语音对话的游戏（以莱拉特语为特色，与之前的原版星际火狐/星翼的超任版本相似），采用了完全的三维图形，并加入了新的载具和事件。该游戏配备了Rumble Pak（手柄震动器），被认为是星际火狐系列的原作，并且是其中最受欢迎的作品之一。尽管故事情节和任务只占一小部分，玩家仍可以解锁其他任务以获得更多成就。多人模式中，包括了全自由战模式，玩家需要击落对手五次以获胜，还有战争胜利模式和时间竞赛。
这款游戏并非超任游戏的续作，但经过重新制作后，成为了第一款正式的游戏，绘图上的改变为制作更多星际火狐游戏续集奠定了基础。

### 星際火狐大冒險
星际火狐系列的续作《星際火狐大冒險》（又译作）于2002年发行，为任天堂GameCube平台开发，由Rare公司开发，这也是Rare公司在任天堂家用游戏机平台上的最后一款游戏作品。该游戏被定义为动作冒险游戏，玩家扮演火狐使用神秘的棍杖进行冒险。相较于以往的太空射击游戏，本作的玩法更加注重在章节前后的动作冒险部分，最初版本是以Dinosaur Planet（恐龙星球）为基础，但由于开发时间晚于任天堂64而被取消。游戏新增了包括Prince Tricky在内的新章节和角色。《历险》发生在星际火狐系列故事之后的8年，玩家需要对抗名为Sharp Claws的恐龙，其首领为Scales将军。在本作中，新增了一名名为Krystal的女狐狸角色，与火狐相遇后即产生了情感联系，在最后的魔王战斗之前，火狐救下了她，这是他首次的爱情经历，结局为Krystal取代了派比·海尔成为星际火狐新的成员。

### 星際火狐：突襲
由南梦宫外包开发的《星際火狐：突襲》，于2005年在任天堂GameCube游戏机上发布。本作再次回归以太空射击为主的游戏，同时也包含了一部分的地面独行任务。《突袭》发生在《历险》之后的一年，Aparoid成为了莱拉特星系的新威胁，星际火狐战队在派比·海尔（与随行的ROB）以及火狐的卓越领导下再次阻止他们，Krystal则取代了派比成为主力队员，此外法尔科也正式重返战队。

### 星際火狐：命令
《星際火狐：命令》由Q-Games发行于任天堂DS平台，是系列首款具有多人在线模式的便携式游戏。与最初的星际火狐相比，本作完全采用飞行模式，并取消了原本的语音功能，新增了指令系统以及战略组织方式取代了原本的Fly-by-Rail（轨道飞行）方式。游戏还引入了Arena-Style（竞技模式），玩家可以通过DS触摸屏决定飞行路径和战斗方式。每个角色都有独特的飞行器和技能，例如史利比的飞行器没有锁定和推进装置，却拥有长距离激光和装甲，而火狐则驾驶重新设计的Arwing 2号战机。《命令》的故事发生在《突袭》之后的两到三年间，游戏包含了九种不同的结局，玩家通过剧情选项来决定最终结局。

### 星際火狐64 3D
《星際火狐64 3D》是系列首款登陆任天堂3DS平台的作品。本作以《星际火狐64》为基础进行重制，不仅增加了3D画面风格，还增加了新的游戏元素。

### 星际火狐 零
《星际火狐 零》（日语：スターフォックス ゼロ，英语：Star Fox Zero）是系列首款登陆Wii U平台的作品，由白金工作室开发。本作于2014年E3游戏展首次公布，但仅展示了简略的画面，直到2014年12月的游戏大奖上，任天堂游戏制作人宫本茂和青沼英二在介绍《塞尔达传说》系列新作时，才正式公布了游戏内容和名称。本作大致上延续了《星际火狐64》的设计，但增加了一些新的飞行器和故事内容，这并不是续作也不是前传，而是一个独立的故事。游戏于2016年4月发售。

### 星際火狐2
星際火狐2这款游戏之前在1995年左右停止开发，星际火狐队的两位女队员Miyu（ミユ，山猫）和Fay（フェイ，狗）从此没有出现在系列作品中。但是许多概念应用在了《星际火狐64》上，例如星际野狼（Star Wolf）、锁定射击、多人游玩模式、选择章节、地图点和多种飞行器的改变。之后在《命令》中，也出现了Beta版本陆战之王（Landmaster）载具的概念。然而，这款从未正式发售过的游戏收錄在2017年由任天堂发售的迷你超级任天堂主机及任天堂Switch Online。

### 已撤销的游戏
星際火狐（Virtual Boy）
这款游戏曾计划在Virtual Boy上发布，但在制作过程中被停止开发。Red Alarm是其中的特色之一，设计成倾斜的电视摄影机。虽然计划在Virtual Boy上使用，但仍然采用了多边形排列制图。制作人表示：“先进的制图技术将使星际火狐的驾驶体验像驾驶太空船一样真实，多重线条交错提升了3D效果，多边形排列制图效果非常出色！”并提供了现场观众3D眼镜体验游戏，但只有当时的观众有机会体验到Virtual Boy版本的星际火狐。
星際火狐：突襲（街机版本）
最初计划作为《星际火狐：突袭》的配套游戏，但该作品的企划已被废弃并且不会继续开发。曾计划在2004-2005年间发布，但由于《突袭》的原因，本系列不得不推迟。之后便再无音讯。

## 故事劇情
故事背景设定在莱拉特星系。这个规模不大的星系长期以来一直稳定繁荣。星系内各个行星的居民过着安定的生活，直到安德罗斯的出现。
安德罗斯出生在科内利亚（Corneria）星球上，这是莱拉特星系的第四颗行星。他成长为一名杰出的科学家，专注于生物科技研究。然而，由于科内利亚是一个和平的行星，他的生物研究最终以彻底失败告终。随着时间的推移，他的精神逐渐失常，直到有一天，安德罗斯终于发狂，将自己秘密开发的武器对准了科内利亚的居民，背叛了他的家园。科内利亚的主要城市遭受了巨大损失。幸运的是，将军派柏（General Pepper）逮捕了安德罗斯，并以叛国罪名流放他到维诺（Venom）行星。
五年后，科内利亚的观测站发现维诺行星出现不稳定的迹象。派柏将军派遣由詹姆斯·麦克劳德（James McCloud）、皮格玛·登加（Pigma Dengar）以及派比·海尔组成的星际火狐队（Star Fox team）前往调查。在执行任务抵达维诺行星途中，皮格玛背叛了战友，并将他交给了新主人安德罗斯的指挥。最终，派比侥幸逃脱，并回到家乡，向他的儿子火狐·麦克劳德讲述了他父亲的遭遇。
安德罗斯极度憎恨莱拉特星系，因此发动了战争。安德罗斯的势力迅速夺取了一个又一个星球，如今它的阴影笼罩着科内利亚星球。派柏将军清楚地知道，单靠科内利亚的军队无法抵挡安德罗斯的进攻。在迫切需要帮助的时刻，他向已成立的星际火狐队发出求救，希望他们能尽快解救科内利亚行星，并将整个星系从安德罗斯的控制中解救出来。